# Robert Mols
Robert Mols, född 22 juni 1848 i Antwerpen och död 8 augusti 1903 i samma stad, var en belgisk målare, gravör och tecknare.
Robert Mols föddes den 22 juni 1848 i Antwerpen. Han är son till målaren Florent Mols och hans fru Elisa Brialmont (syster till general Henri Alexis Brialmont). Léonie Mols är hans syster.
Många belöningar tilldelas honom och han får i synnerhet korset av Leopoldorden 1879 och 1900 korset av riddare av Hederslegionen.